# XO-7b
XO-7bとは、地球から約234.1パーセク離れた場所に位置する金属が豊富に存在するスペクトル分類がG0の恒星 XO-7 の周囲を公転している太陽系外惑星である。

## 概要
| 木星 | XO-7b     |
| ---- | --------- |
| 木星 | Exoplanet |

XO-7bは、2019年にトランジット法を用いた観測で発見された太陽系外惑星である。公転周期は約2.86日のホット・ジュピターである。大気の特性評価に非常に適している惑星である。XO-7bの他に、XO-7から離れた位置を公転している最小質量が木星の4倍である天体が検出されている。この天体は、惑星または褐色矮星、低質量の恒星とされている。